# Tacoma Narrows Bridge

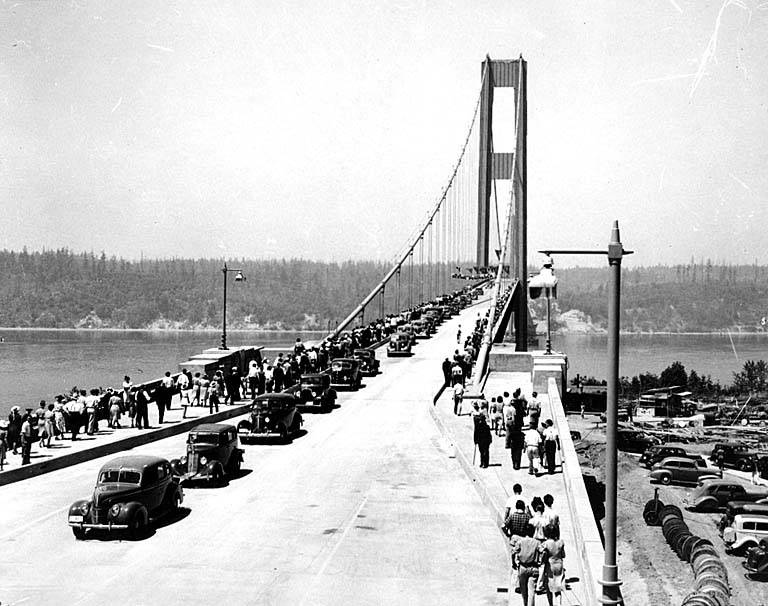
Pohled na původní most v době jeho otevření.

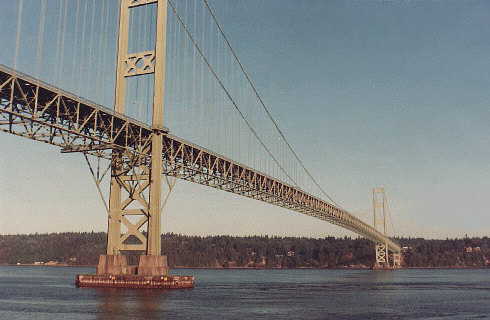
Most z roku 1950 ještě v době před stavbou třetího mostu.

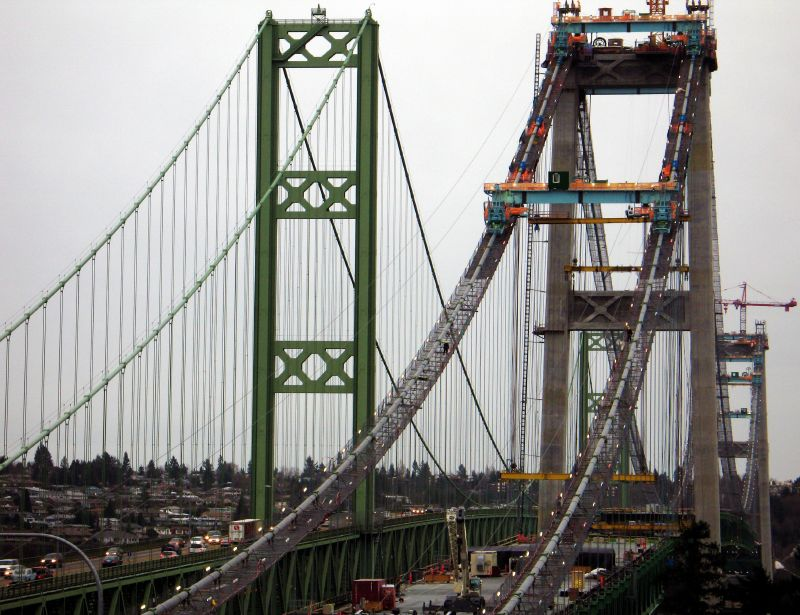
Pohled na mosty při stavbě nejnovějšího mostu.

Tacoma Narrows Bridge je dvojitý visutý most, který převádí státní silnici Washington State Route 16 přes Tacomskou úžinu, jednu z částí Pugetova zálivu v okrese Pierce v americkém státě Washington, kde spojuje město Tacoma s obcemi na Kitsapově poloostrově. Jméno mostu je známo v souvislosti s původním mostem, jenž byl na místě postaven v červenci 1940, ale o čtyři měsíce později se zřítil v důsledku aeroelastického chvění. Místo něj byl postaven roku 1950 most nový, který stále stojí a přes úžinu přemosťuje na západ směřující pruhy dálnice.
Původní most byl otevřen v červenci roku 1940 a jeho stavitelé jej pokřtili Cválající Gertie kvůli vertikálním pohybům mostovky za větrného počasí. Toto houpání, kterým se brzy stal známým, se mu stalo osudným – za silného větru v listopadu téhož roku se zhroutil do vod úžiny. Mechanické problémy a zapojení Spojených států do 2. sv. války přinutily stavbu nového mostu odložit až na rok 1950.
V roce 1990 začal počet obyvatel na Kitsapově poloostrově převyšovat původní kapacitu mostu, což vyústilo ve schválení plánů na stavbu druhého mostu voliči ve státě Washington v roce 1998. Po sérii protestů a soudních řízení začala roku 2002 stavba nového mostu, který byl na východ směřující dopravě otevřen v červenci 2007, zatímco druhý most byl přestavěn, aby mohl vézt pruhy vedoucí na západ.
V době svého dokončení byl původní most i jeho o deset let mladší náhrada třetími nejdelšími visutými mosty světa po Golden Gate Bridge v San Franciscu a Mostu George Washingtona v New Yorku. Nyní jsou oba mosty pátými nejdelšími visutými na světě, celkově se nacházejí na 31. místě.
Ve čtyřech měsících existence původního mostu a v prvních patnácti letech po otevření jeho náhrady se vybíralo na obou směrech mýtné. Roku 1965 bylo tímto způsobem splaceno financování konstrukce, a tak jej stát přestal vybírat. O více než 40 let později bylo vybírání mýtného ve východním směru opět obnoveno, aby se zaplatila stavba nového mostu.

## Původní most
První pokusy o postavení mostu v místě se objevily už roku 1889, kdy železniční společnost Northern Pacific Railway zažádala o povolení k jeho stavbě. Z té ale sešlo a o mostu se začalo znovu jednat až v polovině 20. let minulého století. Roku 1937 vytvořila legislativa státu Washington správu mýtných mostů, které dala 5 tisíc dolarů na studii, kterou si vyžádal okres Pierce a město Tacoma. Architektem původního mostu byl zvolen Leon Moisseiff.
První most přes Tacomskou úžinu byl tedy otevřen veřejnosti v červenci 1940. Už 7. listopadu téhož roku za větrného dopoledne, kdy vítr dosahoval rychlosti až 68 km/h, most spadl; příčinou byl fyzikální jev známý jako aeroelastické chvění. Pád mostu ovlivnil vědu a stavebnictví, na vysokých školách je stále prezentován ve studiích fyziky. Most byl postaven tak, že byl překážkou větru, který jej svou vlastní silou rozhoupal, což nakonec způsobilo pád mostu. Tento případ do budoucna ovlivnil celý obor aeroelastiky a aerodynamiky a tedy i pozdější stavby všech velkých mostů na světě.
Při kolapsu původního mostu nedošlo k žádným lidským obětem, o život však přišel jeden malý pes. Toho v jednom z aut nechal jeho vlastník Leonard Coatsworth, který cestoval ještě s jedním mužem. Psa nemohli zachránit, protože je ze strachu pokousal. Pád mostu zachytil majitel místního obchodu s fotoaparáty Barney Elliott na 16mm film, na kterém je vidět i prchající Coatsworth. Roku 1998 byl tento filmový záznam Kongresovou knihovnou vybrán pro ochranu v Národním filmovém rejstříku jako kulturně, historicky a esteticky významný. Známý je především mezi studenty stavebnictví, architektury a fyziky, kterým je prezentován na přednáškách.
Rozebrání věží mostu a jeho krajních polí začalo krátce po pádu mostu a skončilo až v květnu 1943. Stavbu nového mostu zabrzdila účast Spojených států ve 2. světové válce, která změnila mnoho podobných projektů v zemi.

## Západní most
Most s pruhy vedoucími na západ byl postaven v říjnu 1950 s délkou 1 822 metrů, která jej činila o 12 metrů delším než původní most. Místní mu začali přezdívat Klidná Gertie, jelikož už neměl aeroelastické nedostatky jako jeho předchůdce. Společně se svým nynějším souběžníkem je pátým nejdelším visutým mostem Spojených států.
Postaven byl na rozdíl od původního mostu s otevřenými nosníky, ztužujícími se vzpěrami, apod., čímž bylo umožněno větru pronikat konstrukcí. V době dokončení jeho stavby byl most třetím nejdelším visutým mostem světa a jako většina moderních visutých mostů byl postaven s ocelovými deskami s ostrými otevřenými stranami, zatímco starý most je otevřené neměl. Jeho kapacita je 60 tisíc vozidel denně, do postavení nového mostu v roce 2007 zabezpečoval dopravu v obou směrech.

## Východní most
V roce 1998 schválili voliči v některých okresech státu Washington stavbu druhého mostu přes úžinu. Jeho stavba začala v říjnu 2002 a skončila v červenci 2007. Státní ministerstvo dopravy na tomto mostě vybírá mýtné, které činí 4 dolary pro držitele účtu Good To Go! a pět dolarů pro řidiče platící hotově či kreditní kartou.